# Kevin Kampl

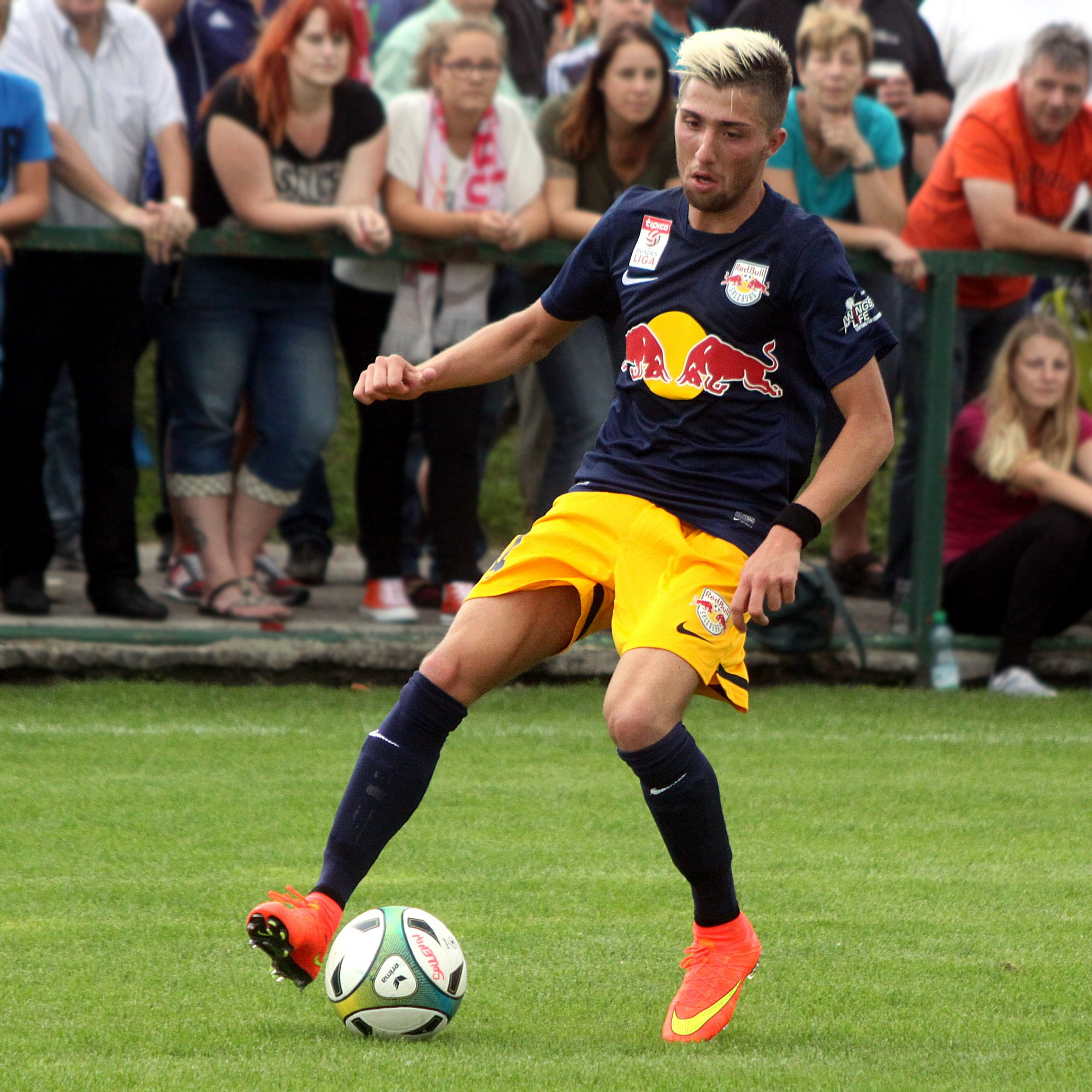
Kevin Kampl, FC Red Bull Salzburg, 2014

Kevin Kampl (* 9. října 1990 Solingen) je slovinský profesionální fotbalista, který hraje na pozici středního záložníka za německý klub RB Leipzig. Mezi lety 2012 a 2018 odehrál také 28 zápasů v dresu slovinské reprezentace, ve kterých vstřelil 2 branky.
Za rok 2013 byl vyhlášen vítězem ve slovinské anketě Fotbalista roku.

## Klubová kariéra
Kampl začal svou kariéru v Bayeru Leverkusen. Po několika letech strávených v mládežnických týmech Bayeru Leverkusen II přestoupil do SpVgg Greuther Fürth, se kterým 30. srpna 2010 podepsal tříletý kontrakt.
V Greuther Fürth debutoval v 2. Bundeslize 29. října téhož roku, když nastoupil v 83. minutě proti FC Erzgebirge Aue, jemuž Kamplův tým nakonec stejně podlehl 1:2. Po podzimní části sezóny v Greuther Fürth se vrátil do Bayeru Leverkusen.
Poté přestoupil v roce 2011 do VfL Osnabrück a o rok později do VfR Aalen, kde zažil pouze krátkodobou anabázi. V roce 2012 šel do rakouského FC Red Bull Salzburg, s nímž v sezoně 2013/14 vyhrál ligový titul i rakouský fotbalový pohár, čili získal double.
V prosinci 2014 se domluvil jeho přestup do Borussie Dortmund, zde podepsal pětiletou smlouvu.

Na konci srpna 2015 přestoupil do Bayeru Leverkusen jako náhrada za Son Heung-Mina, podepsal zde pětiletou smlouvu. Setkal se zde s trenérem Rogerem Schmidtem, který jej vedl i v FC Red Bull Salzburg.

Koncem srpna 2017 před uzávěrkou letního přestupového období přestoupil z Bayeru do jiného německého prvoligového klubu RB Leipzig. Zde podepsal čtyřletou smlouvu.

## Reprezentační kariéra
Kampl byl členem slovinské fotbalové reprezentace do 21 let.
Od roku 2012 je členem slovinského národního týmu. V A-mužstvu debutoval 12. 10. 2012 v Mariboru v kvalifikačním zápase proti reprezentaci Kypru (výhra 2:1).